# Horley (Oxfordshire)
Horley est une paroisse civile et un village de l'Oxfordshire, en Angleterre.